# Santuário Tabor Fundamento de Schoenstatt no Brasil
O Santuário Tabor Fundamento de Schoenstatt no Brasil é o santuário da Mãe, Rainha e Vencedora Três Vezes Admirável de Schoenstatt, em Jacarezinho, Paraná. O Santuário pertence ao Movimento Apostólico Internacional de Schoenstatt, e foi inaugurado em 18 de outubro de 2008. Sendo um dos 195 santuários do mundo e o 22° (de 22) do Brasil, é um lugar onde, segundo a fé dos schoenstattianos, Maria oferece especialmente a graça do abrigo espiritual, da transformação interior e da frutuosidade no apostolado.

## História

### A chegada das irmãs ao Brasil
Jacarezinho foi a primeira cidade a acolher as 12 pioneiras Irmãs de Maria de Schoenstatt, em 12 de junho de 1935. Lá, Instalaram-se no Colégio Cristo Rei, pertencente aos Padres Palotinos. No primeiro 18 de outubro daquele ano, celebraram o primeiro dia da Aliança de Amor em terras brasileiras e realizaram o Ato do Tijolo.
De 25 a 28 de abril de 1947 o Fundador, Padre José Kentenich visitou Jacarezinho. Dias antes, em Londrina ele definiu o Ideal Tabor, como missão para o Brasil. Neste ano, em 7 de setembro, houve o lançamento da Pedra Fundamental do primeiro Santuário do Brasil, em Santa Maria.
Até o ano de 1974 as Irmãs de Maria permaneceram a serviço, no Colégio Cristo Rei. As Irmãs em Ribeirão Claro, cidade próxima de Jacarezinho, continuaram a contribuir para o Capital de Graças da MTA ("Mater Ter Admirabilis", traduzindo do Latim, Mãe Três Vezes Admirável) na Diocese.

### A ideia de construir o Santuário de Jacarezinho
Nos anos de 1990, o Bispo diocesano de Jacarezinho, D. Conrado Walter, manifestou o desejo de construir um Santuário da Mãe Três Vezes Admirável na Diocese. A partir daí as Irmãs residentes em Ribeirão Claro se empenharam por implantar a Campanha da Mãe Peregrina nas famílias, a fim de tornar a Mãe e Rainha de Schoenstatt conhecida pelo povo e criar vida em torno do futuro Santuário. Com este objetivo, no ano de 1994, as Irmãs de Maria retornaram a Jacarezinho, assumindo a coordenação diocesana da Campanha da Mãe Peregrina e a catequese na Catedral Diocesana.

### A escolha do terreno
Dom Conrado Walter, o então Bispo diocesano de Jacarezinho, colocou à disposição alguns terrenos para a construção do Santuário. Depois de algumas visitas, foi escolhido o terreno que se encontra na Paróquia São José Operário, na Vila Setti. Essa escolha foi fundamentada em ser o terreno que agradou a todos por sua beleza, pela posição geográfica, pela mata nativa e a linha do trem, por onde passaram as 12 pioneiras e até o Pe. José Kentenich. Felizes com esta escolha, lá rezaram a Oração do Confio e enterraram uma medalha da MTA, como símbolo para que a Mãe e Rainha tomasse realmente posse deste terreno.

### A primeira missa
A primeira Missa, celebrada no futuro local do Santuário foi às 15 h do dia 28 de junho de 1998, preparada com uma peregrinação a pé, partindo da Paróquia de São José. Neste dia ergueram no terreno uma cruz e um altar para a celebração. Para o 18 de outubro de 1998 conquistaram a ermida da MTA no terreno. Tudo devia lembrar as palavras às Pioneiras: "Levem a cruz e o Santuário!".

### A missão do Santuário
No dia 30 de novembro de 2003 foi definida a missão do Santuário, tendo presentes todos os representantes da Campanha e do movimento. Fundamentação:
-  A partir da história do Ato do Tijolo em 18 de outubro de 1935;
-  A confiança vitoriosa das Pioneiras no MPHC ("Mater Perfectum Habibit Curam", traduzindo do Latim, "a Mãe de Deus Cuidará Perfeitamente");
-  Nas contribuições ao Capital de Graças;
Foi definida a missão do Santuário de Jacarezinho: “TABOR - FUNDAMENTO DE SCHOENSTATT NO BRASIL”.

### Inauguração
Com todos os preparativos, houve então a construção da capela e a inauguração do Santuário em 18 de outubro de 2008, em que fiéis de várias cidades vieram presenciar.